# Medicina sacerdotale
La medicina sacerdotale nasce come risposta dell'uomo primitivo che si sente impotente davanti alla potenza e all'imponenza dei fenomeni naturali trascendenti le possibilità umane. La sensazione che ne deriva è quella della presenza di uno o più esseri superiori responsabili delle manifestazioni della natura comprese quindi le malattie che lo colpiscono. Con queste premesse le uniche possibilità di guarigione risultano essere la preghiera, le offerte ed i sacrifici.
Tutto questo diventa lentamente patrimonio delle classi sociali privilegiate e si arriva alla medicina sacerdotale, dove il sacerdote ha potere di decidere fra la vita e la morte, quindi di provocare la morte a titolo di punizione o espiazione, oppure di guarire per dimostrare benevolenza e perdono; la medicina empirica sarà tuttavia sempre presente nel popolo.
Infatti è importante non dimenticare come questi aspetti non solo rimangono vivi nelle culture tribali tuttora presenti, ma permangono in noi, nelle tradizioni mediche e nelle pratiche superstiziose.